# Macaco-prateado
Macaco-prateado (Cercopithecus mitis doggetti) é um Macaco do Velho Mundo, encontrado principalmente na África Oriental. Ocorre no Burundi, Tanzânia, Ruanda, Uganda e República Democrática do Congo. Foi considerado, previamente, como subespécie de Cercopithecus mitis.